# Mohammed Mohassib
Muhammad Mohassib (1843-1928) est un marchand d'antiquités égyptiennes à Louxor, en Égypte. Il a commencé à travailler comme jeune ânier pour Lady Lucie Duff-Gordon et a appris l'anglais avec elle. Il ouvre un magasin d'antiquités à Louxor au début des années 1880 et se fait connaître auprès des archéologues et des marchands britanniques et français. De nombreuses collections importantes de musées en Europe et aux États-Unis ont été en partie achetées à Mohassib. Par exemple, le Musée des Beaux-Arts (Boston) (États-Unis) a acheté une « Tête de roi » à Mohassib en 1904.
Les Américains Theodore Monroe Davis et Emma Andrews ont acheté un certain nombre de pièces à Mohassib pendant toute la durée de leur voyage en Égypte (1889-1913). Ernest Alfred Thompson Wallis Budge du British Museum correspondait avec Mohassib, qui, comme tous les marchands d'antiquités de cette période, vendait fréquemment des objets volés lors de « fouilles insuffisamment surveillées » autour de Louxor, et Davis et Andrews étaient certains qu'ils rachetaient régulièrement des objets provenant de leurs propres sites. Pour cette raison, il est difficile de déterminer la provenance de nombreux objets provenant de sa boutique.
À sa mort le 6 avril 1928 à Louxor, Percy Edward Newberry l'a commémoré dans le Journal of Egyptian Archaeology.